# Chrysopidae
Los crisópidos (Chrysopidae) son una familia de insectos del orden Neuroptera; reciben los nombres comunes de crisopas, crisopas verdes, crisopas de alas verdes, ojos dorados, león de áfidos, alas de encaje, hadas bonitas, loritos, entre otros.
Los adultos son de cuerpo verde a pardo pálido, su venación alar es muy marcada en sus dos pares de alas transparentes; sus ojos son dorados o amarillos cobrizos.
Esta familia es cosmopolita, sus miembros habitan especialmente en zonas de gran vegetación y agrícolas. Sus larvas son depredadores de otros artrópodos de cuerpo blando y son también caníbales, y unos pocos adultos son depredadores, como Chrysopa.

## Ciclo de vida y hábitos

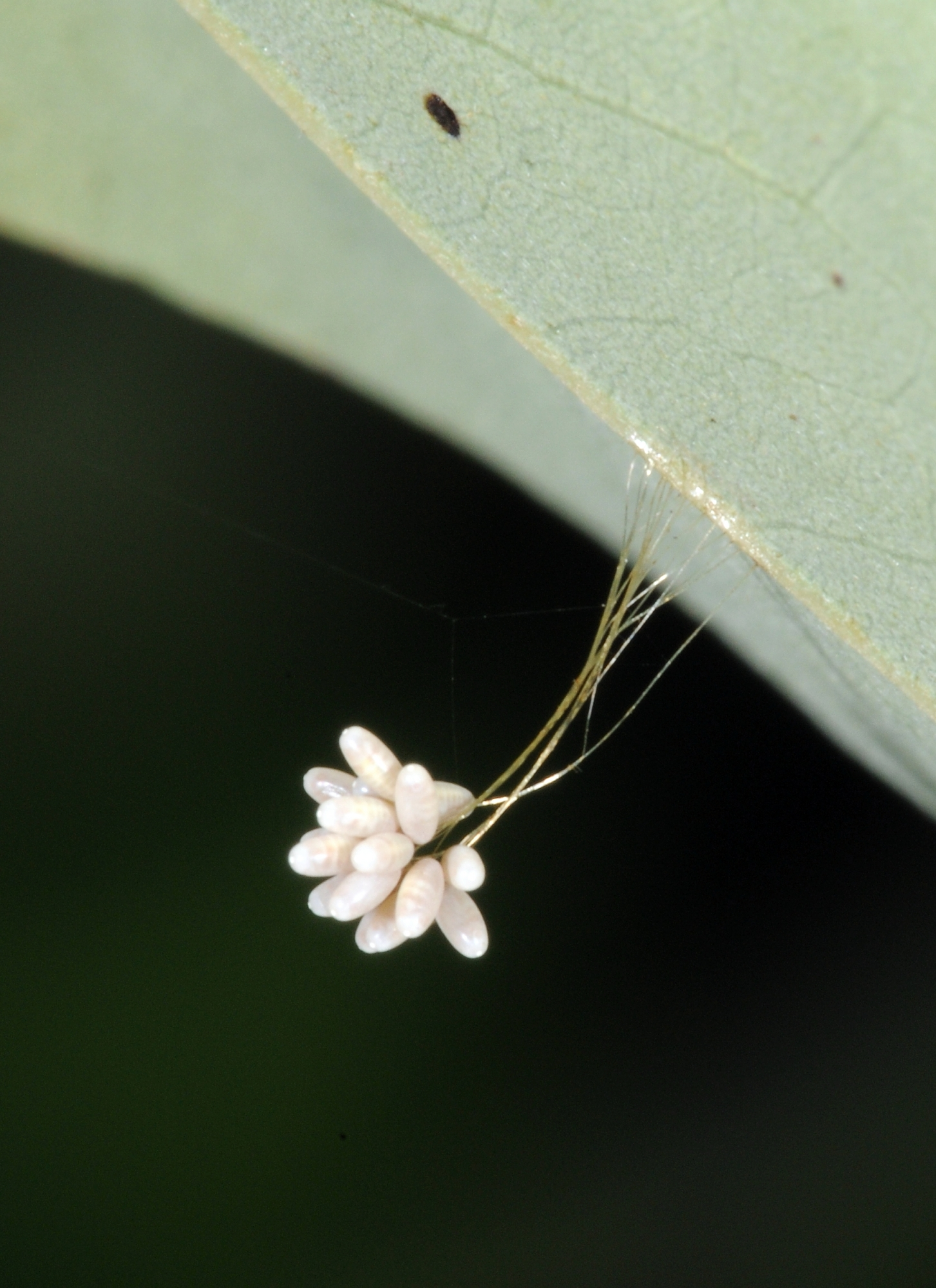
Huevos pedunculados de una especie no identificada de crisópido. Mainzer Sand (Renania-Palatinado, Alemania)

Las hembras ovipositan sobre los troncos de los árboles o sobre hojas (generalmente colgando de la superficie inferior), las puestas pueden ser juntas o solitarias, el huevo posee un pedúnculo por medio del cual queda adherido y que los protege de la depredación.

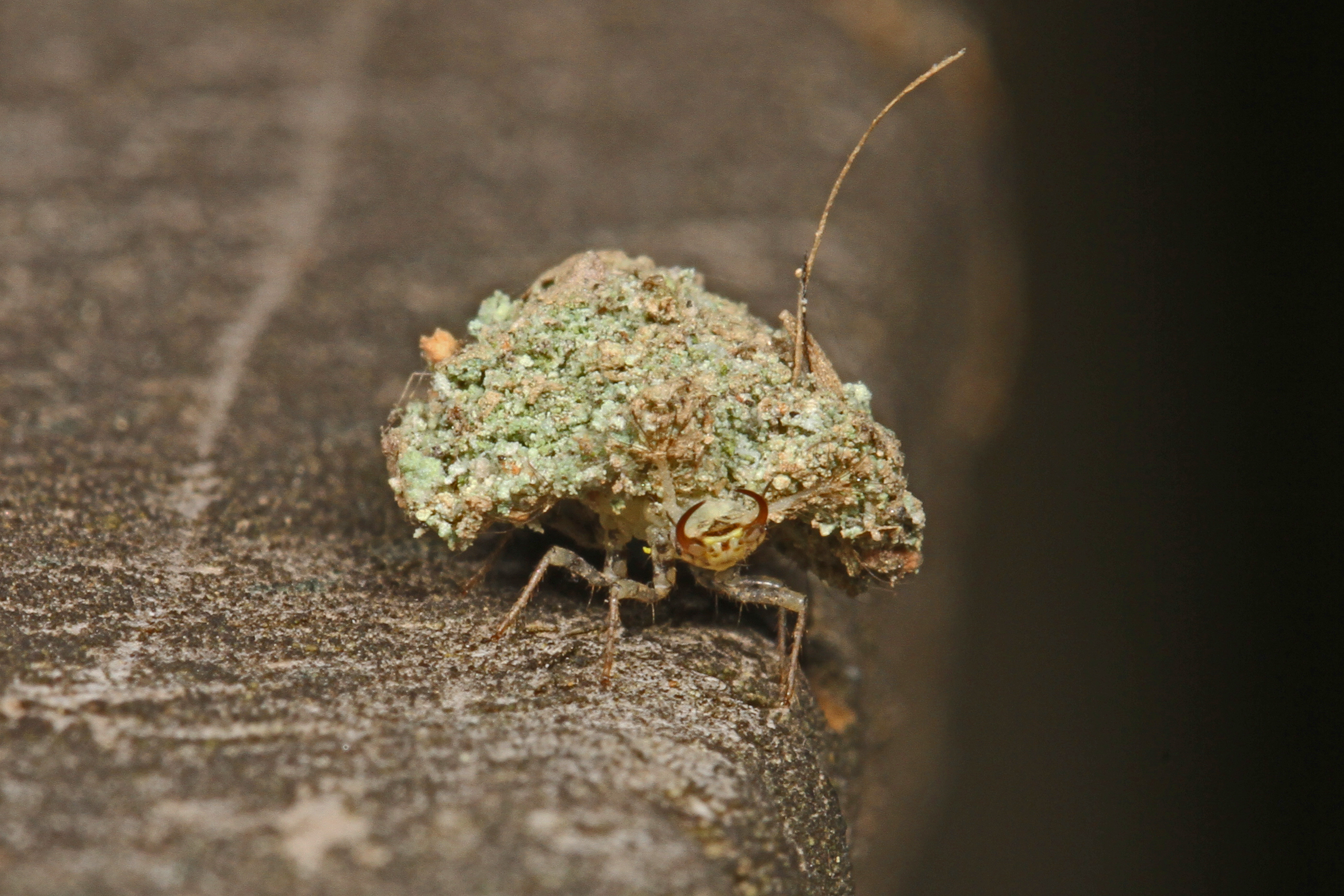
Leucochrysa sp., larva cubierta de basura como camuflaje.

Las larvas suelen ser alargadas (campodeiformes); algunas son de tórax grueso y con joroba, según la especie. Todas de cabeza aplanada, de patas fuertes, y algunas poseen unos tubérculos laterales y dorsales en el metatórax, los cuales usan para cargar escombros vegetales, piedrecillas y los exoesqueletos de sus víctimas. Poseen estructuras maxilares unificadas que forman dos piezas puntiaguadas con conductos como jeringas que utilizan para matar y consumir sus presas. Cuando escasean sus presas se alimentan también de secreciones como los adultos. Dos especies del género Nacaria se alimentan de larvas de hormigas.

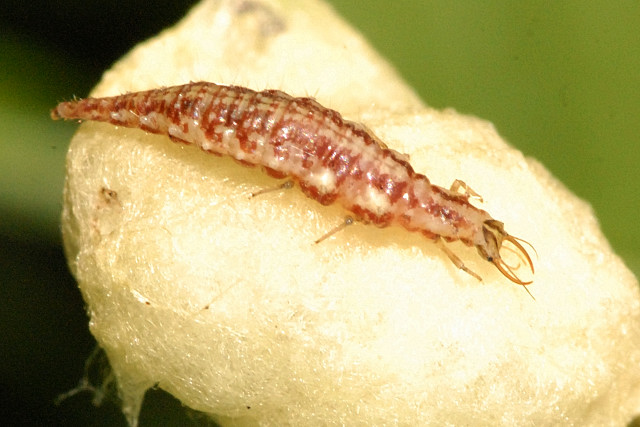
Chrysoperla, larva campodeiforme

Durante su fase larval sufren dos mudas y tres estadios, seguidos por el estadio de pupa, construyendo una cámara esférica de seda denominada capullo, construido con secreciones de los tubos de Malpighi que salen de la apertura anal, las que se cubren, lo revisten con lo que cargan.
Los adultos tienen aparato bucal masticador, antenas filiformes multisegmentadas, alas con abundante venación, de forma primitiva. En ocasiones usan las alas para emitir sonidos, y casi todas las especies poseen un órgano timpánico, (ausente en la primitiva subfamilia Nothochrysinae) que sirve para evadir a los murciélagos. Las patas son marchadoras. El abdomen es largo y carece de cercos. Especies del género Meleoma poseen órganos productores de chirridos. Como medio defensivo tienen una sustancia lacrimógena anal que emiten cuando huyen de un ataque.
La crisopa en inglés es conocida como "stinkfly" (mosca apestosa) porque posee una glándula torácica pestilente que ha desarrollado para su defensa, también llamada secretora defensiva. Al entrar en contacto con sus depredadores o enemigos se libera la sustancia llamada alomona, de un olor horrible y nauseabundo. Esta sustancia se fabrica cuando la crisopa es molestada y es una reacción favorable para que libere la sustancia.
La mayoría de los adultos son nocturnos o crepusculares, solamente unas pocas especies son diurnas. Se alimentan de polen, néctar, pulgones y otros artrópodos pequeños; el género Chrysopa es principalmente depredador. Algunas se alimentan especialmente de las heces de las aves, por ello son frecuentes debajo de los nidos; otras, como Eremochysa y Chrysopiella se alimentan de pequeñas semillas y polen. Todas emiten señales de alta frecuencia, lo que permite mantener a los individuos cerca entre la espesa vegetación.

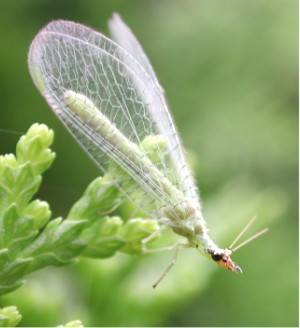
Adulto de crisópido

El cortejo de los crisópidos es complejo y ritual, producen vibraciones de gran complejidad que únicamente son reconocidas por miembros de la misma especie. Unas pocas especies producen olores durante el cortejo. Tanto los machos como las hembras realizan varias cópulas, las hembras aproximadamente cada 28 días, los machos dos seguidas cada 5 días como promedio. En la cópula realizan diferentes posturas y es relativamente larga. La longevidad está relacionada con el tipo de alimentación durante el período larval, y la capacidad de oviposición y cantidad de huevos con la misma pero durante el periodo adulto.
Sufren la depredación de otros artrópodos, aves y murciélagos, y son parasitados por varios grupos de insectos, como por ejemplo Tetrastichus chrysopae, que es específico de las especies de Chrysoperla y Anomalochrysa, y algunos ácaros predadores. También sufren del ataque de algunos hongos entomopatógenos.

## Importancia
Por ser en su mayoría depredadores generalistas, algunos crisópidos han sido utilizados para programas de control biológico; el género que más estudio ha sido la cosmopolita Chrysoperla y otras en menor grado, especialmente representantes de la subfamilia Chrysopinae.
Para la producción masiva se utilizan huevos de Sitotroga cerealella, y larvas de Phthorimea operculella, o sea dietas naturales, las dietas artificiales aunque más económicas no han tenido éxito. Los módulos de producción logran producir hasta 2.000.000 de huevos diarios, pueden ser automáticos o semimanuales; lo que eleva más los costes es el evitar el canibalismo, hay que usar sustratos, diseños especiales y liberaciones oportunas.
Ya aplicadas en campo pueden ser para trabajos inoculativos (introducción), incrementativos (elevar la población local) o inundativos. Los adultos pueden sobrevivir y reproducirse rociando melazas enriquecidas para su alimentación.
En manejo de control de plagas han controlado con éxito ácaros, áfidos, larvas de lepidópteros, himenópteros fitófagos y pulgones; en especial, sus larvas controlan el pulgón del rosal (Macrosiphum rosae), por ello son de gran interés para la Entomología económica en la agricultura.

## Taxonomía

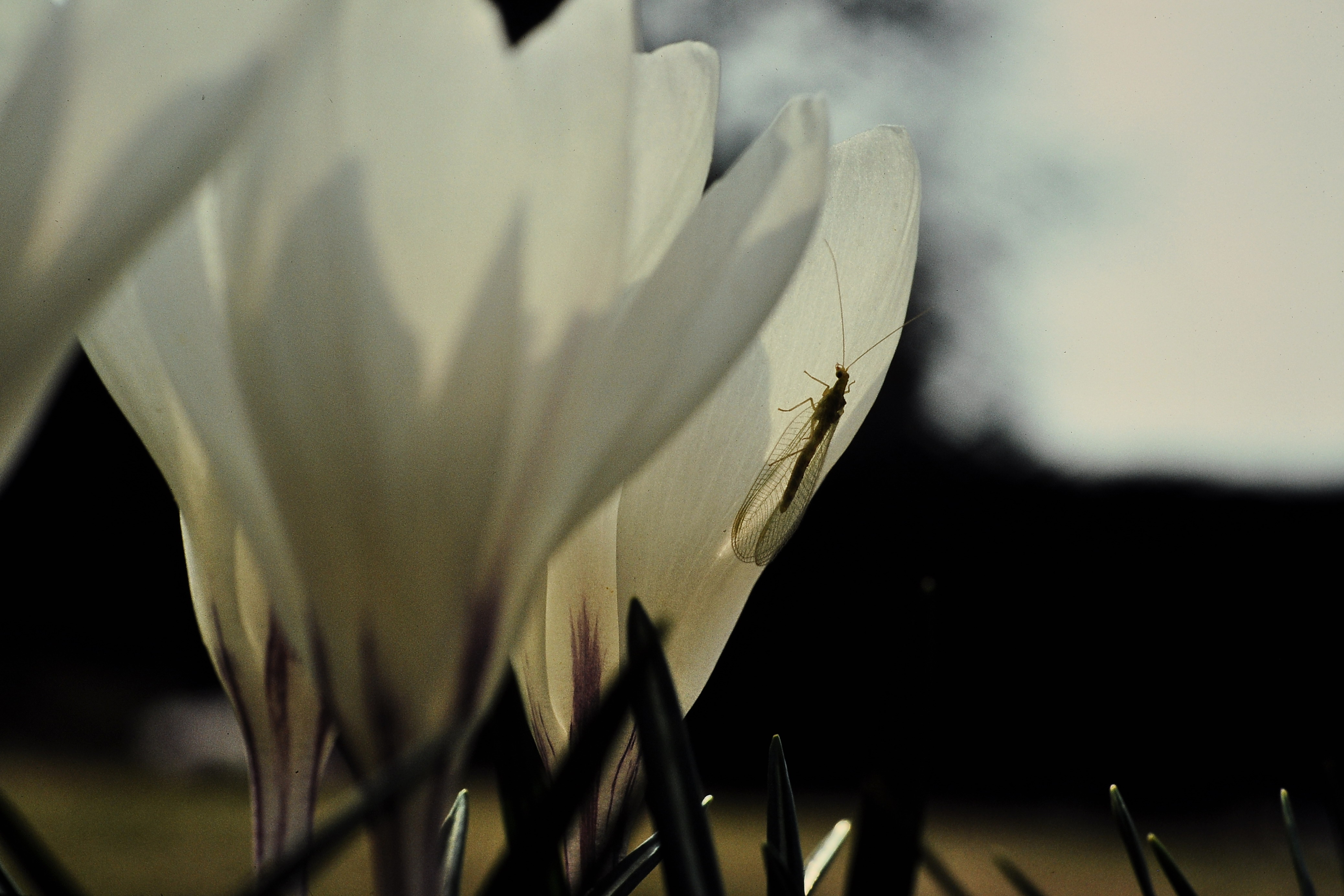
Chrysopa carnea en flor de azafrán

Agrupados en cinco subfamilias, con 86 géneros y 1.350 especies existentes, es la segunda familia más amplia de Neurópteros.
- Subfamilia Mesochrysopinae Handlirsch, 1906 (Representada por especies fósiles/ considerada como familia por muchos autores)
- Subfamilia Notochrysinae Navás, 1910 (Representada por especies fósiles y existentes)
- Subfamilia Dictyosinae (representada por especies fósiles y existentes)
- Subfamilia Apochrysinae Handlirsch, 1908 (Representada por especies existentes)
- Subfamilia Chrysopinae Schneider, 1851 (Representada por especies existentes)
  - Tribu Ankylopterygini
  - Tribu Belonopterygini Navás, 1913
  - Tribu Chrysopini Schneider, 1851
  - Tribu Leucochrysini